# Sarcophaga carnaria
La mosca carnaria (Sarcophaga carnaria Linnaeus, 1758) è un dittero della famiglia delle Sarcophagidae.
La larva, detta bigattino o baco di sego, è di colore biancastro ed è lunga qualche millimetro. Durante il ciclo precedente alla metamorfosi si ciba di carne in putrefazione.
La Sarcophaga carnaria è vivipara. Infatti depone le sue larve, che crescono in brevissimo tempo, nella carne in putrefazione come nelle carcasse di animali morti, negli avanzi di cibo, ecc.
In condizioni ottimali di cibo e temperatura le larve si impupano in pochi giorni per uscire poco dopo sotto forma di mosca adulta.
Il bigattino è molto usato nella pesca sportiva grazie alla sua longeva vivacità, alla sua appetibilità e al suo basso costo. Il suo utilizzo può essere limitato o vietato in determinati contesti di pesca. Come esca, il bigattino è generalmente apprezzato dai pesci costieri.